# Dayamí Padrón
Dayamí Padrón, també coneguda com a «Dayamí, la musa», (L'Havana, 15 de desembre de 1988) és una model, actriu i presentadora cubana, finalista del concurs Nuestra Belleza Latina.

## Biografia
Padrón va viure part de la seva adolescència a Cuba abans d'emigrar als Estats Units. Quan tenia setze anys es va obsessionar amb la idea de ser actriu de Hollywood.
L'any 2008 participà en la segona edició del concurs Nuestra Belleza Latina, tot i que no va guanyar la corona, va quedar entre les tres dones més belles d'aquella temporada. Des d'aleshores inicià la seva carrera com a model.
L'any 2010 va debutar com a actriu a la cadena Telemundo. Va treballar en diverses telenovel·les i sèries de televisió de la cadena com ara: Una Maid en Manhattan, Perro amor, Alguien te mira, entre d'altres. També va participar en una telenovel·la de la cadena Univisión, Eva Luna, protagonitzant el personatge de la model Anyris.
L'any 2013 es va casar amb Michell León Vásquez, amb qui va tenir un fill anomenat Alonso León Padrón. La relació va acabar l'any 2014 per problemes personals. Aquell any va aparèixer en el vídeo de la cançó «Como yo le doy» de Pitbull i Don Miguelo.

## Filmografia
| Any  | Títol                 | Paper        | Cadena de TV | Notes |
| ---- | --------------------- | ------------ | ------------ | ----- |
| 2011 | Una Maid en Manhattan | Patricia     | Telemundo    |       |
| 2011 | RPM Miami             | Gina Ramirez | Telemundo    |       |
| 2011 | Eva Luna              | Anyris       | Univisión    |       |
| 2010 | Perro amor            |              | Telemundo    |       |
| 2010 | Alguien te mira       |              | Telemundo    |       |